# Учитель фехтования (фильм)
«Учи́тель фехтования» (исп. El maestro de esgrima) — фильм режиссёра Педро Олеа; также встречается название «Маэ́стро шпа́ги». Экранизация романа «Учитель фехтования» Артуро Переса-Реверте. Лауреат премии «Гойя» в трёх номинациях и номинант в восьми.

## Сюжет
Действие фильма разворачивается в испанском Мадриде в конце 1860-х годов на фоне тяжёлого внутриполитического кризиса и назревающей революции.
Фильм рассказывает о жизни дона Хайме Астарлоа, выдающегося мастера фехтования. Ему невольно приходится участвовать в политическом заговоре (в котором замешаны люди, которым он доверял), поставившем под угрозу его жизнь.
Все начинается в самый обыкновенный день, когда дон Хайме тренирует учеников. Дон Хайме получает письмо, в котором некая Адела де Отеро просит его о встрече. Спустя время она сама наносит ему визит и изъявляет желание учиться у дона Хайме фехтованию. Сначала он категорически отказывается, но продемонстрированное Аделой владение шпагой смягчает его и он соглашается заниматься с ней.
Адела совсем не новичок в фехтовании и в ходе уроков дон Хайме демонстрирует ей смертельный удар, созданный им самим. Кроме того, между ними начинает назревать что-то более близкое, чем отношения учитель-ученица.
Затем Адела знакомится, при неодобрении дона Хайме, со случайно увиденным ею молодым маркизом Луисом де Айала, учеником дона Хайме и известным политиком в отставке, знаменитым своими любовными похождениями. Адела стала открыто флиртовать с маркизом и пропускать занятия, поэтому дон Хайме распрощался с ней.
Однажды его пригласил к себе маркиз и рассказал историю о каких-то чрезвычайно важных бумагах, вручил ему эти бумаги и попросил их сохранить, поскольку учитель фехтования — единственный, кому Айала доверяет. Вскоре после этого маркиз был найден мертвым, а зашедший к нему дон Хайме был допрошен инспектором полиции. Дон Хайме не стал отдавать документы и не смог предоставить инспектору никакой интересной информации.
Впоследствии, посчитав, что бумаги могут быть связаны с преступлением, дон Хайме прочел их. В письмах упоминались некоторые политические события и имена влиятельных людей. Чтобы узнать больше, учитель решил встретиться со своим знакомым журналистом Агапито Карселесом, политическим памфлетистом. Агапито, в волнении читая бумаги, заявил, что они являются свидетельством беспрецедентного политического скандала. В это время к дону Хайме прибежал любовник служанки донны Аделы с известием, что у той в доме стряслось что-то ужасное, и они вдвоем отправились туда. В доме они обнаружили следы крови, но отсутствие трупов. Затем инспектор, который тоже оказался в доме, отвез дона Хайме на опознание найденного трупа донны Аделы.
Вернувшись домой, дон Хайме обнаружил, что Карселес уехал и забрал с собой документы. Рассерженный дон Хайме, проникнув в дом журналиста, обнаружил там связанного и истекающего кровью хозяина. Затем появились два убийцы, которых дон Хайме обратил в бегство при помощи шпаги-трости, которую он всегда носил с собой.
Дон Хайме вернулся домой и некоторое время спустя кто-то вошёл в его кабинет. Это оказалась Адела де Отеро. Она рассказала ему о своей жизни, имитации собственной смерти и своей сущности опытной убийцы, участвующей в заговоре против маркиза Айалы. Завязался бой, который окончился смертельным ударом тренировочной шпаги Дона Хайме и смертью Аделы де Отеро.

## В ролях
- Омеро Антонутти — Дон Хайме Астарлоа
- Ассумпта Серна — Адела де Отеро
- Хоаким ди Алмейда — Луис де Айала
- Хосе Луис Лопес Васкес — Хенаро Кампильо
- Мигель Рельян — Агапито Карселес
- Альберто Клосас — Альваро Саланова
- Элиса Матилья — Люсия

## История проката

### Даты премьер
Даты приведены в соответствии с данными IMDb.
- Испания — 18 сентября 1992
- Великобритания — 2 июля 1993
- Австралия — 24 марта 1994
- Франция — 20 апреля 1994

## Награды и номинации
Список наград и номинаций приведён в соответствии с данными IMDb.

### Награды
| Год  | Событие                      | Награда                                         | Награждённый                                                       |
| ---- | ---------------------------- | ----------------------------------------------- | ------------------------------------------------------------------ |
| 1993 | Кинопремия «Гойя»            | Лучший дизайн костюмов                          | Хавьер Артиньяно                                                   |
| 1993 | Кинопремия «Гойя»            | Лучшая музыка                                   | Хосе Ньето                                                         |
| 1993 | Кинопремия «Гойя»            | Лучший адаптированный или оригинальный сценарий | Франсиско Прада, Педро Олеа, Антонио Ларрета, Артуро Перес-Реверте |
| 1993 | Cinema Writers Circle Awards | Лучший фильм                                    |                                                                    |
| 1993 | Cinema Writers Circle Awards | Лучшая операторская работа                      | Альфредо Фернандес Майо                                            |
| 1993 | Cinema Writers Circle Awards | Лучшая музыка                                   | Хосе Ньето                                                         |
| 1993 | Cinema Writers Circle Awards | Лучший монтаж                                   | Хосе Салседо                                                       |

### Номинации
| Год  | Событие           | Награда                    | Номинант                        |
| ---- | ----------------- | -------------------------- | ------------------------------- |
| 1993 | Кинопремия «Гойя» | Лучший фильм               |                                 |
| 1993 | Кинопремия «Гойя» | Лучшая женская роль        | Ассумпта Серна                  |
| 1993 | Кинопремия «Гойя» | Лучшая операторская работа | Альфредо Фернандес Майо         |
| 1993 | Кинопремия «Гойя» | Лучшая режиссура           | Педро Олеа                      |
| 1993 | Кинопремия «Гойя» | Лучший монтаж              | Хосе Салседо                    |
| 1993 | Кинопремия «Гойя» | Лучший грим                | Романа Гонсалес, Жозефа Моралес |
| 1993 | Кинопремия «Гойя» | Лучшая работа художника    | Луис Валлес                     |
| 1993 | Кинопремия «Гойя» | Лучший продюсер            | Антонио Рей                     |